# Gruaro
Gruaro (velenceiül Gruèr) település Olaszországban, Veneto régióban, Velence megyében. Lakosainak száma 2724 fő (2023. január 1.). Gruaro Cinto Caomaggiore, Cordovado, Portogruaro, Teglio Veneto és Sesto al Reghena községekkel határos.

## Népesség
A település népességének változása:
| Lakosok száma | 2808 | 2792 | 2724 |
|               | 2017 | 2018 | 2023 |